# نیرون (پنسیلوانیا)
نیرون (به انگلیسی: Narvon) یک منطقهٔ مسکونی در ایالات متحده آمریکا است که در شهرستان لنکستر، پنسیلوانیا قرار دارد. نیرون ۶۲ نفر جمعیت دارد و ۲۳۵٫۰ متر بالاتر از سطح دریا واقع شده‌است.آمار اعلامی از جمعیت نیرون مربوط به سال ۲۰۱۰میلادی‌ست و احتمال افزایش و با کاهش جمعیت مذکور وجود دارد.